# Dorothea Fairbridge
Dorothea Ann Fairbridge (Ciudad del Cabo, 27 de marzo de 1862-ibídem, 25 de agosto de 1931) era una escritora sudafricana en lengua inglesa.

## Biografía
Era prima del poeta Kingsley Fairbridge, fundador de la Fairbridge Society y su padre era un distinguido abogado, académico y parlamentario del Cabo.
Viajó mucho y estudió en Londres. Se relacionaba a menudo con mujeres de la alta sociedad que iban a África del Sur antes y después de la segunda guerra bóer. Fairbridge era una de los miembros fundadores del Gremio de Mujeres Leales, una organización caritativa que animaba a mujeres en Sudáfrica y apoyaba al Imperio Británico y a sus militares. El gremio se dedicaba a contactar con familiares de soldados fallecidos y asegurarse de que en las lápidas figurasen sus nombres correctamente. Cuando este gremio fue a Gran Bretaña a explicar a lo que se dedicaban, un grupo de mujeres creó la Victoria League para promover la colaboración de organizaciones así en todo el Imperio Británico, entre esas mujeres estaban Violet Markham, Edith Lyttelton, Violet Cecil o Margaret Child Villiers.
Tras la guerra de los Bóeres, Fairbridge siguió apoyando la integración sudafricana en el Imperio Británico.

## Obra
- That Which Hath Been (1910)
- Piet of Italy (1913)
- The Torch Bearer (1915)
- History of South Africa (1917)
- Historic Houses of South Africa (1922)
- Along Cape Roads (1928)
- The Pilgrim's Way in South Africa (1928)
- Historic Farms of South Africa (1932)

Como editora:
- Cape diaries de Lady Anne Barnards (1924)
- Letters from the Cape de Lady Duff Gordon (1927)